# Flugplatz Gunzenhausen-Reutberg

i7
i11
i13
Der Flugplatz Gunzenhausen-Reutberg (ICAO-Code: EDMH) ist ein Sonderlandeplatz im Gunzenhäuser Stadtteil Reutberg, gelegen im mittelfränkischen Landkreis Weißenburg-Gunzenhausen in Nordbayern. Der Flugplatz liegt etwa 2 km östlich des Zentrums von Gunzenhausen.

## Flugbetrieb
Der Flugplatz ist zugelassen für Luftfahrzeuge bis 2000 kg, Motorsegler, Segelflugzeuge und Ultraleichtflugzeuge.
Der ortsansässige Flugsportverein besitzt drei Segelflugzeuge, davon eine doppelsitzige Schleicher ASK 21, eine einsitzige Schleicher ASW 20 und einen einsitzigen Schempp-Hirth Discus CS.
Der Flugplatz bietet mit seinen drei Segelflugzeugen gute Schulungs- und Überlandflugbedingungen. Der Verein besitzt auch zwei Motorflugzeuge und ein Ultraleichtflugzeug: eine Cessna 172 für Motorflugschulung, eine Robin DR400 für Flugzeugschlepps der Segelflugzeuge und eine Pioneer 200 von Alpi Aviation.

## Rundflüge
Die Flugsportvereinigung veranstaltet auch Rundflüge im nahen fränkischen Seenland. Hierbei stehen die drei Motorflugzeuge sowie das doppelsitzige Segelflugzeug zur Verfügung.